# Bellway
Bellway plc er en britisk udvikler af boligejendomme og boligbyggevirksomhed, der er baseret i Newcastle upon Tyne, England. Selskabet er børsnoteret på London Stock Exchange.
Virksomheden blev etableret i 1946 af John Thomas Bell og hans sønner John og Russell som en boligbyggevirksomhed i Newcastle upon Tyne under navnet John T. Bell & Sons.